# Mees Gerritsen
Melis "Mees" Gerritsen (nascido em 15 de setembro de 1939) é um ex-ciclista holandês que participava com competições de ciclismo de pista. Representou os Países Baixos na prova tandem nos Jogos Olímpicos de Verão de 1960, terminando na quarta posição.